# Agey
Agey är en kommun i departementet Côte-d'Or i regionen Bourgogne-Franche-Comté i östra Frankrike. Kommunen ligger i kantonen Sombernon som tillhör arrondissementet Dijon. År 2022 hade Agey 259 invånare.

## Befolkningsutveckling
Antalet invånare i kommunen Agey
Referens:INSEE